# سیارک ۵۱۷۶
سیارک ۵۱۷۶ (به انگلیسی: 5176 Yoichi، نامگذاری:1989AU) پنج هزار و صد و هفتاد و ششمین سیارک کشف شده‌است که در ۴ ژانویه ۱۹۸۹ کشف شد.